# Komaralingam
Komaralingam là một thị xã panchayat của quận Coimbatore thuộc bang Tamil Nadu, Ấn Độ.

## Nhân khẩu
Theo điều tra dân số năm 2001 của Ấn Độ, Komaralingam có dân số 11.737 người. Phái nam chiếm 50% tổng số dân và phái nữ chiếm 50%. Komaralingam có tỷ lệ 55% biết đọc biết viết, thấp hơn tỷ lệ trung bình toàn quốc là 59,5%: tỷ lệ cho phái nam là 63%, và tỷ lệ cho phái nữ là 47%. Tại Komaralingam, 11% dân số nhỏ hơn 6 tuổi.